# Cancer provoqué par les huiles minérales
Un cancer provoqué par les huiles minérales peut être reconnue comme maladie professionnelle en France sous certaines conditions.
Ce sujet relève du domaine de la législation sur la protection sociale et a un caractère davantage juridique que médical. Pour la description clinique de la maladie se reporter à l'article suivant :

## Législation enFrance

### Régime général
| Fiche Maladie professionnelle | Fiche Maladie professionnelle | Fiche Maladie professionnelle |
| Ce tableau définit les critères à prendre en compte pour qu'un cancer cutané provoqué par les huiles minérales soit pris en charge au titre de la maladie professionnelle                                                                                     | Ce tableau définit les critères à prendre en compte pour qu'un cancer cutané provoqué par les huiles minérales soit pris en charge au titre de la maladie professionnelle                                                                                     | Ce tableau définit les critères à prendre en compte pour qu'un cancer cutané provoqué par les huiles minérales soit pris en charge au titre de la maladie professionnelle |
| Régime Général. Date de création : 17 septembre 1989 | Régime Général. Date de création : 17 septembre 1989 | Régime Général. Date de création : 17 septembre 1989 |
| Tableau N° 36 bis RG | Tableau N° 36 bis RG | Tableau N° 36 bis RG |
| Affections cutanées cancéreuses provoquées par les dérivés suivants du pétrole : extraits aromatiques, huiles minérales utilisées à haute température dans les opérations d'usinage et de traitement des métaux, suies de combustion des produits pétroliers. | Affections cutanées cancéreuses provoquées par les dérivés suivants du pétrole : extraits aromatiques, huiles minérales utilisées à haute température dans les opérations d'usinage et de traitement des métaux, suies de combustion des produits pétroliers. | Affections cutanées cancéreuses provoquées par les dérivés suivants du pétrole : extraits aromatiques, huiles minérales utilisées à haute température dans les opérations d'usinage et de traitement des métaux, suies de combustion des produits pétroliers. |
| --- | --- | --- |
| Désignation des Maladies | Délai de prise en charge | Liste indicative des principaux travaux susceptibles de provoquer ces maladies |
| Epithéliomas primitifs de la peau. | 30 ans (sous réserve d'une durée d'exposition minimale de 10 ans) | Travaux d'usinage par enlèvement ou déformation de matière ou travaux de traitement des métaux et alliages comportant l'emploi d'huile minérale. |
| | | Travaux comportant la manipulation et l'emploi d'extraits aromatiques pétroliers utilisés notamment comme huiles d'extension, d'ensimage, de démoulage, à l'exclusion des polymérisats et des élastomères contenant des huiles d'extension. Travaux de ramonage et de nettoyage de chaudières et de cheminées exposant aux suies de combustion de produits pétroliers. |
| Date de mise à jour : | | |

### Régime agricole
| Fiche Maladie professionnelle | Fiche Maladie professionnelle | Fiche Maladie professionnelle |
| Ce tableau définit les critères à prendre en compte pour qu'un cancer cutané provoqué par les huiles minérales soit pris en charge au titre de la maladie professionnelle | Ce tableau définit les critères à prendre en compte pour qu'un cancer cutané provoqué par les huiles minérales soit pris en charge au titre de la maladie professionnelle | Ce tableau définit les critères à prendre en compte pour qu'un cancer cutané provoqué par les huiles minérales soit pris en charge au titre de la maladie professionnelle |
| Régime Agricole. Date de création : 21 août 1993 | Régime Agricole. Date de création : 21 août 1993 | Régime Agricole. Date de création : 21 août 1993 |
| Tableau N° 25 bis RA | Tableau N° 25 bis RA | Tableau N° 25 bis RA |
| AFFECTIONS CUTANEES PROVOQUEES PAR LES SUIES DE COMBUSTION DES PRODUITS PETROLIERS                                                                                        | AFFECTIONS CUTANEES PROVOQUEES PAR LES SUIES DE COMBUSTION DES PRODUITS PETROLIERS                                                                                        | AFFECTIONS CUTANEES PROVOQUEES PAR LES SUIES DE COMBUSTION DES PRODUITS PETROLIERS                                                                                        |
| --- | --- | --- |
| Désignation des Maladies | Délai de prise en charge | Liste indicative des principaux travaux susceptibles de provoquer ces maladies                                                                                            |
| Epithéliomas primitifs de la peau. | 30 ans (sous réserve d'une durée d'exposition minimale de 10 ans) | Travaux de ramonage et de nettoyage de chaudières et de cheminées exposant aux suies de combustion de produits pétroliers.                                                |
| Date de mise à jour : | | |

## Sources générales
- (fr) Tableaux du régime Général sur le site de l’AIMT
- (fr) Guide des maladies professionnelles sur le site de l’INRS